# Golmud He
Golmud He (kinesiska: 格尔木东河) är ett vattendrag i Kina. Det ligger i provinsen Qinghai, i den nordvästra delen av landet, omkring 590 kilometer väster om provinshuvudstaden Xining.
Genomsnittlig årsnederbörd är 439 millimeter. Den regnigaste månaden är juli, med i genomsnitt 144 mm nederbörd, och den torraste är december, med 2 mm nederbörd.